# Plantesociologisk klassificering
Den nedenstående plantesociologiske klassificering følger Heinz Ellenberg m.fl.: Zeigerwerte von Pflanzen in Mitteleuropa, 1992 ISBN 3-88452-518-2. Øverst i klassificeringen står klasser (endelse: -etea), så følger ordener (-etalia), dernæst forbund (-ion) og underforbund (-enion). Det nederste trin, dvs. de egentlige plantesamfund (-etum) står nederst. Disse informationer kan bruges til renaturering eller sammensætning af naturnære haveanlæg (se også Oberdorfers revision i Pflanzensoziologische Einheiten nach Oberdorfer her Arkiveret 19. juni 2015 hos  Wayback Machine.

## Grundenheder
1. Klasseendelse: "-etea" 
  1. Ordensendelse: "-etalia"
    1. Forbundsendelse: "-ion"
      1. Gruppeendelse: "-enion"

      - Plantesamfundsendelse: "-etum eller -samfund"
        - Undersamfundsendelse: "-etosum"
          - Variant – "..., Variant af"
            - Undervariant – "..., undervariant af ..."

## Klassificering efter Oberdorfers systematik

### Ferskvands- ogmosevegetation
1. Lemnetea (Andemadklassen)
  1. Lemnetalia (Fritsvømmede samfund i stillestående vand)
    1.       - Andemad-samfund

      1. Lemnenion- og Ricienion-gruppe

      - Liden Andemad-samfund

      1. Hydrocharis-gruppe

    2. Hydrocharition (Frøbidsamfund)
2. Utricularietea (Blærerodklassen)
  1. Utricularietalia (Tørvemos-Blærerodordenen)
    1. Sphagno-Utricularion (Tørvemos-Blærerod samfund)
3. Potamogetonetea (Vandplanteklassen)
  1. Potamogetonetalia (Vandaksordenen)
    1. Potamogetonion (Vandaksforbundet)
    2. Elodeaion (Vandpestforbundet)
    3. Nymphaeion (Rodfæstede flydebladsamfund)
    4. Ranunculion fluitantis (Flod-Vandranunkelsamfund)
      - Pindsvineknop-samfund
4. Littorelletea (Lavtvandsbevoksninger med Strandbo)
  1. Littorelletalia (Eurosibiriske Strandbo-samfund)
    1. Littorellion (Strandbosamfund)
    2. Isoetion lacustris (Klartvandssamfund med Brasenføde)
    3. Hydrocotylo-Baldellion (Vandnavle-Søprydsamfund)
    4. Deschampsion litoralis (Strand-Bunkesamfund)
    5. Lobelion (Lobeliesamfund)
    6. Eleocharition acicularis (Nåle-Sumpstråsamfund)
5. Phragmitetea (Rørsumpe)
  1. Phragmitetalia (Tagrør-Starordenen)
    1. Phragmition (australis) (Tagrørsamfund)
      - Glycerietum maximae (Høj Sødgræs-samfund)
      - Equisetum fluviatile-samfund (Dynd-Padderok-samfund)
      - Rorippa amphibia-samfund (Vandpeberrod-samfund)

    2. Bolboschoenion maritimi (Kogleakssamfund)
    3. Sparganion-glycerion (Pindsvineknop-Sødgræssamfund)
    4. Magnocaricion (Lavmosesamfund med Star)
      1. Carex elata-gruppen
      2. Carex gracilis-gruppen

      - Caricetum gracilis (Star-samfund)
6. Montio-Cardaminetea (Vandarve-Springklapsamfund)
  1. Montio-Cardaminetalia (Kalkfattige kildevæld)
    1. Montio-Cardaminion (Vandarve-Karsesamfund)
    2. Cardaminion (Mosfattige karsesamfund)
    3. Cratoneurion commutati
7. Scheuchzerio-Caricetea (Scheuchzer-Star-samfund)
  1. Scheuchzerietalia (Kildegræsordenen)
    1. Rhynchosporion (albae) (Næbfrøsamfund)
    2. Caricion lasiocarpae (Tråd-Starsamfund)

  2. Tofieldietalia (Bjørnebrodordenen)
    1. Caricion davallianae (Carex davalliana-samfund)
    2. Caricion bicolori-atrofuscae (Carex bicolori-samfund)

  3. Caricetalia nigrae (Almindelig Starordenen)
    1. Caricion nigrae (Almindelig Starsamfund)
8. Oxycocco-Sphagnetea (Højmoser og hedemoser)
  1. Sphagnetalia magellanici (Rød Tørvemosordenen)
    1. Sphagnion magellanici (Rød Tørvemossamfund)

  2. Erico-Sphagnetalia papillosi (Klokke-Lyng-Tørvemosordenen)
    1. Ericion tetralicis (Klokke-Lyngsamfund)

### Saltvands- og strandvegetation
1. Zosteretea (Bændeltang-samfund)
  1. Zosteretalia (marinae) (Bændeltangordenen)
    1. Zosterion (Bændeltangsamfund)
2. Ruppietea (Havgræs-samfund)
  1. Ruppietalia (Havgræsordenen)
    1. Ruppion (Havgræssamfund)
3. Spartinetea (Vadegræs-samfund)
  1. Spartinetalia (maritmae) (Vadegræsordenen)
    1. Spartinion (Vadegræssamfund)
4. Thero-Salicornietea (Kveller-samfund)
  1. Thero-Salicornietalia (Kvellerordenen)
    1. Salicornion dolichostachyae (Marsksamfund med Salicornia dolichostachya)
    2. Salicornion ramomissimae (marsksamfund med Salicornia ramomissima)
5. Saginetea (Firling-samfund)
  1. Saginetalia (maritimae) (Strand-Firlingordenen)
    1. Saginion maritimae (Strand-Firlingsamfund)
6. Asteretea tripolii (Saltmarskenge)
  1. Glauco-Puccinellietalia (Annelgræsordenen)
    1. Puccinellion (Annelgræssamfund)
    2. Armerion maritimae (Engelskgræssamfund)
    3. Pucinellio-Spergularion salinae (Annelgræs-Spergelsamfund)
7. Honckenyo-Elymetea (Strandarve-samfund)
  1. Honckenyo-Elymetalia (Strandarve-Kvikordenen)
    1. Honckenyo-Elymnion (Strandarve-Kviksamfund)
    2. Honckenyo-Crambion (Strandarve-Strandkålsamfund)
8. Cakiletea (Strandsennep-samfund)
  1. Cakiletalia (Strandsennepordenen)
    1. Salsolion-Honckenyon (Sodaurt-Stradarvesamfund)
    2. Atriplicion litoralis (Strand-Mældesamfund)
9. Ammophiletea (Hjælme-samfund)
  1. Ammophiletalia (Hjælmeordenen)
    1. Ammophilion arenariae (Sand-Hjælmesamfund)
    2. Agropyrion-junceiformis (Kviksamfund)

### Urteagtig vegetation på hyppigt forstyrrede steder
1. Isoeto-Nanojuncetea (Brasenføde-vådbundsamfund)
  1. Cyperetalia
    1. Nanocyperion
      1. Elatino-Eleocharitenion
      2. Juncenion bufonii
      3. Radiolenion linoidis
2. Bidentetea (Brøndsel-samfund)
  1. Bidentetalia (tripartitae)
    1. Bidention
    2. Chenopodion rubri
3. Chenopodietea (Ukrudt- og ruderatsamfund)
  1. Polygono-Chenopodietalia
    1. Fumario-Euphorbion
    2. Spergulo-Oxalidion

  2. Eragrostietalia
    1. Eragrostion
    2. Digitario-Setarion

  3. Sisymbrietalia
    1. Sisymbrion
    2. Salsolion ruthenicae
4. Secalietea (Kornukrudtsamfund)
  1. Secalietalia
    1. Caucalidion

  2. Aperetalia
    1. Aphanion arvensis
    2. Arnoseridion

  3. Lolio-Linetalia
    1. Lolio remotae-Linion
5. Artemisietea (Samfund på kvælstofgødet bund)
  1. Artemisietalia
    1. Arction lappae

  2. Calystegietalia
    1. Calystegion sepium
    2. Senecion fluviatilis

  3. Glechometalia
    1. Aegopodion podagrariae
    2. Alliarion
    3. Rumicion alpini

  4. Onopordietalia
    1. Onopordion acanthii
    2. Dauco-Melilotion
6. Agropyretea (Tørbundssamfund med Kvik)
  1. Agropyretalia intermediae-repentis
    1. Convolvulo-Agropyrion
7. Plantaginetea (Samfund på nedtrådt bund)
  1. Plantaginetalia (majoris)
    1. Polygonion avicularis
    2. Honckenio-Elymion
8. Agrostietea stoloniferae (Fugtige enge)
  1. Agrostietalia stoloniferae
    1. Agropyron-Rumicion

### Klippegrund og alpine overdrev
1. Parietarietea judaicae (Samfund i murfuger)
  1. Parietarietalia judaicae
    1. Centrantho-Parietarion
2. Asplenietea (Samfund i klipperevner)
  1. Potentilletalia (caulescentis)
    1. Potentillion
    2. Cystopteridion

  2. Androsacetalia vandellii
    1. Androsacion vandellii
    2. Asplenion serpentini
    3. Asarionion procumbentis
3. Violetea calaminariae (Samfund på tungmetalpræget bund)
  1. Violetalia calaminariae
    1. Thlaspion calaminarae
    2. Armerion halleri
4. Thlaspietea (Samfund på ur (stenskred))
  1. Thlaspietalia
    1. Thlaspion rotundifolii
    2. Petasition paradoxi

  2. Drabetalia hoppeanae
    1. Drabion hoppeanae

  3. Androsacetalia alpinae
    1. Androsacion alpinae

  4. Epilobietalia fleischeri
    1. Epilobion fleischeri

  5. Achnatheretalia
    1. Achnatherion

  6. Galeopsietalia
    1. Galeopsion segetum
5. Salicetea herbaceae (Samfund med snedække om vinteren)
  1. Salicetalia herbaceae
    1. Salicion herbaceae

  2. Arabidetalia caeruleae
    1. Arabidion caeruleae
6. Juncetea trifidi (Alpine surbundssamfund)
  1. Caricetalia curvulae
    1. Caricion curvulae
      - Festucetum halleri-samfund
      - Caricetum curvulae-samfund
7. Seslerietea albicantis (Alpine samfund på kalkbund)
  1. Seslerietalia albicantis
    1. Seslerion albicantis
      - Caricetum firmae-samfund
      - Seslerio-Caricetum sempervirentis-samfund

    2. Caricion ferrugineae
      - Caricetum ferrugineae-samfund
      - Festuco-Trifolietum thalii-samfund
8. Carici rupestri-Kobresietea (Kobresia-samfund)
  1. Elynetalia
    1. Elynion myosuroidis
      - Elyna-samfund

### Menneske- og husdyrskabtehederog overdrev
1. Nardo-Callunetea (Katteskæg-dværgbuskheder)
  1. Nardetalia
    1. Nardion
    2. Violion caninae
      - Nardo-Juncetum squarrosi

    3. Juncion squarrosi
    4. Festucion variae
      - Festucetum variae-samfund

  2. Vaccinio-Genistetalia
    1. Calluno-Genistion
    2. Empetrion nigri
    3. Cytision scoparii
2. Sedo-Scleranthetea (Samfund på løs bund)
  1. Sedo-Scleranthetalia
    1. Sedo-Scleranthion
    2. Alysso-Sedion albi
    3. Sesslerio-Festucion pallentis
    4. Sedo albi-Veronicion dillenii

  2. Corynephoretalia
    1. Corynephorion
    2. Koelerion arenariae

  3. Festuco-Sedetalia
    1. Koelerion glaucae
    2. Sileno conicae-Cerastion semidecandri

  4. Thero-Airetalia
    1. Thero-Airion
3. Festuco-Brometea (Samfund på mager, kalkrig bund)
  1. Festucetalia valesiacae
    1. Festucion valesiacae
    2. Cirsio-Brachypodion

  2. Brometalia (erecti)
    1. Xerobromion
      1. Xerobromenion

    2. Mesobromion
    3. Koelerio-Phleion phleoidis
4. Molinio-Arrhenatheretea (Samfund på høslæt- og græsningsenge)
  1. Molinjetalia caeruleae
    1. Molinion caeruleae
    2. Filipendulion
    3. Cnidion dubii
    4. Juncion acutiflori
    5. Calthion

  2. Arrhenatheretalia
    1. Arrhenatherion elatioris
    2. Polygono-Trisetion
    3. Cynosurion
    4. Poion alpinae

### Skovnære staudebevoksninger og buskadser
1. Trifolio-Geranietea (Skovbryn-samfund)
  1. Origanetalia vulgaris
    1. Trifolion medii
    2. Geranion sanguinei
2. Epilobietea (Skovlysningssamfund)
  1. Atropetalia
    1. Epilobion angustifolii
    2. Atropion
    3. Sambuco-Salicion capreae
3. Betulo-Adenostyletea (Samfund med høje stauder og krat)
  1. Adenostyletalia
    1. Adenostylion
    2. Calamagrostion
    3. Salicion waldsteinianae

### Nåleskove og tiljnyttede heder
1. Erico-Pinetea (Fyrreskove på kalkbund)
  1. Erico-Pinetalia
    1. Erico-Pinion
2. Pulsatillo-Pinetea (Fyrreskove nær steppen)
  1. Pulsatillo-Pinetalia
    1. Cytiso-Pinion

  2. Astragalo-Pinetalia
    1. Ononido-Pineon
3. Vaccinio-Piceetea (Nåleskove på sur bund og tilsvarende alpeheder)
  1. Piceetalia (abietis)
    1. Dicrano-Pinion
      1. Dicrano-Pinenion
        1. Vaccinio uliginosi-Pinion sylvestris

      2. Piceo-Vaccinienion uliginosi

    2. Piceion abietis
      1. Vaccinio-Piceenion
      2. Rhododendro-Vaccinienion
        - Rhododendro-Vaccinietum-samfund

      3. Vaccinio-Abietenion

  2. Loiseleurio-Vaccinietalia
    1. Loiseleurio-Vaccinion
      - Loiseleurio-Alectorietum-samfund
      - Empetro-Vaccinietum-samfund

    2. Juniperion nanae

### Løvskove og tilknyttede buskadser
1. Salicetea purpureae (Samfund i floddale med Pil)
  1. Salicetalia purpureae
    1. Salicion eleagni
    2. Salicion albae
2. Alnetea glutinosae (Ellesumpe og Grå-Pilkrat)
  1. Alnetalia glutinosae
    1. Alnion glutinosae
      - Stellaria nemorum-Alnetum glutinosae (Ellesumpe)

    2. Salicion cinerae
3. Querco-Fagetea (Ege-bøge blandingsskove med tilhørende krat)
  1. Quercetalia robori-petraeae
    1. Quercion robori-petraeae
    2. Quercenion robori-petraeae
    3. Genisto-Quercenion petraeae
    4. Ilici-Fagenion

  2. Quercetalia pubescenti-petraeae (Varmeelskende egeblandingsskove)[1]
    1. Quercion pubescenti-petraeae
      - Pruno mahaleb-Quercetum pubescentis
      - Lathyro versicoloris-Quercetum pubescentis

    2. Orno-Ostryon
      -         - Euonymetosum verrucosae
        - Euonymetosum europaeae

    3. Potentillo albae-Quercion petraeae
      - Corno-Quercetum
      - Aceri tatarici-Quercion
      - Quercetum pubescenti-roboris
      - Carici fritschii-Quercetum roboris

    4. Quercion petraeae
      - Potentillo albae-Quercetum
      - Brachypodium pinnatum-Quercus robur
      - Sorbo torminalis-Quercetum petraeae
      - Genisto pilosae-Quercetum petraeae
      - Asplenio cuneifolii-Quercetum petraeae

  3. Fagetalia (sylvaticae)
    1. Fagion
      1. Luzulo-Fagenion
      2. Galio odorati-Fagenion
      3. Cephalanthero-Fagenion
      4. Aceri-Fagenion
      5. Lonicero alpigenae-Fagenion
      6. Galio rotundifolii-Abietion
      7. Dentario glandulosae-Fagenion

    2. Carpinion betuli
    3. Alno-Ulmion
    4. Tilio-Acerion pseudoplatani
      1. Clematido-Corylenion
      2. Avenello-Acerenion pseudoplatani
      3. Tilenion platyphylli
      4. Lunario-Acerenion pseudoplatani

  4. Prunetalia spinosae
    1. Prunion spinosae
    2. Pruno-Rubion
      1. Pruno-Rubenion sprengelii
      2. Pruno-Rubenion radulae

    3. Berberidion vulgaris
    4. Prunion fruticosae

  5. Salicetalia arenariae
    1. Salicion arenariae

## Eksterne links
Plantesociologisk system